# Ora Punk Cat
La Ora Punk Cat (chiamata anche Ora Ballet Cat) è un'autovettura elettrica prodotta a partire dal 2022 dalla casa automobilistica cinese Ora, facente parte del gruppo Great Wall Motors.

## Contesto e debutto
L'Ora Punk Cat è stata presentata dapprima sotto forma di concept car durante il salone di Shanghai il 21 aprile 2021, insieme all'Ora Lightning Cat. Da subito il suo design e aspetto esteriore hanno suscitato numerose critiche e controversie, per via della notevole somiglianza con il vecchio Volkswagen Maggiolino; la stessa azienda tedesca ha chiamato in questione il costruttore cinese ipotizzando una possibile azione legale contro di esso.
A causa di ciò a dicembre 2021, è stata presentata una versione leggermente rivista e modificata in alcuni dettagli della carrozzeria e negli interni, in seguito commercializzata nel mercato cinese a luglio come Ballet Cat.
Al lancio, è disponibile soltanto una versione con un singolo motore elettrico montato sotto il cofano anteriore da 171 CV, che viene alimentato da due tipologie differenti di batterie, una più piccola da 47,8 kWh e una più grande da 59,1 kWh.